# Иаков (Антонович)
Епи́скоп Иа́ков (рум. Episcopul Iacov, в миру Йоан Антонович, рум. Ioan Antonovici; 18 ноября 1856, Симислоара, жудец Тутова — 31 декабря 1931, Хуши) — епископ Румынской православной церкви, епископ Хушский. Автор многочисленных трудов по истории родного края. Был избран членом румынского исторического общества (1901), членом румынского географического общества, членом Комиссии по историческим памятникам жудеца Тутова (1914), членом Международного общества исторических и социологических исследований в Париже и почетным членом Румынской Академии (7 июня 1919). Учёный Николае Йорга считал его «последним из епископов молдавских книжников и патриотов, которые идут по стопам Мелхиседека Штефэнеску».

## Биография
Родился 18 ноября 1856 года в семье церковного певца в селе Симилишоара Богданей (коммуна Богдана, жудец Тутова).
Из-за болезни его обучение в первом классе первичной школы растянулось между 1865—1868 годами в Богдане и в Кицоке. В 1869—1872 годы окончил остальные школьные классы в публичной школе № 1 при Церкви Введения в Бырладе. Он продолжил учёбу, со многими материальными трудностями, в Хушской духовной семинарии (1872—1876), а затем в духовной семинарии имени Вениамина Костаки в Яссах (1876—1879).
Вернувшись в Бырлад, он работал учителем (1879—1880). Он женился в 1880 году, имея шесть детей, которые стали учителями, магистрами или художниками. После вступления в брак он 25 сентября 1880 года — был рукоположен в сан диакона, а 26 июля 1881 — в сан священника. Служил в храме Святого Илия в Бырладе.
В 1885 году поступил на богословских факультет в Бухаресте, который окончил в 1892 году, защитив дипломную работу. Затем он становится приходским священником в церкви святого Илия в из Бырлада и служит там до 1918 года. Благодаря своим духовным и миссионерским качествам он выполнял и другие функции: протоиерей Тутовы (1900—1902), член (1897—1900) и председатель (1906—1909) консистории Хушской епархии, затем член Верховной консистории (1909—1918). Он преподавал в период с 1881—1918 годов (за исключением учебного года в Бухаресте) в качестве профессора религии и философии в разных школах: нормальная школа, лицей им. Г. Рошки Кодряну, средней школы для девочек им. Николая Рошки Кодряну, где также был директором.
Овдовев, был избран викарным епископом Хушской епархии с титулом «Бырладский». 21 июня 1918 года был подстрижен в монашество в Монастыре Четэцуй в Яссах, получив имя Иаков. 24 июня 1918 года состоялась его епископская хиротония. С 1 ноября 1921 года служил в Яссах архиереем-викарием Молдавской митрополит, будучи также настоятелем церкви святого Спиридона в Яссах.
29 марта 1923 года он был избран епископом Нижнедунайским с резиденцией в Галаци. 31 марта 1923 года состоялась его интронизация в присутствии короля Румынии Фердинанда I.
31 декабря 1923 года епископ Хушский Никодим (Мунтяну) уходит на покой и становится настоятелем Монастыря Нямц. 19 марта 1924 года епископ Иаков был избран на вакантную кафедру и оставался её правящем архиереем до своей смерти. В период его управления епархией к епархии были присоединены 12 приходов Бессарабской митрополии.
Среди его наиболее значительных достижений в период управления епархией: ремонт зданий епархиального управления, Хушской духовной семинарии в помещениях епископии; создание археологического и религиозного музея; реорганизация «Бюллетеня Хушской епархии» (Buletinului Eparhiei Hușilor), заложил основание «Культурной лиги» в Хуши, будучи избран её почётным президентом. Под его покровительством 10 января 1926 года в Хуши были проведены великие торжества, посвящённые закладке краеугольного камня для богословской семинарии, нормальной школы для мальчиков и нового здания лицея девочек «Елена Доамна».
Опубликовал многочисленные тома исследований и исторических документов краеведческого характера, в том числе коллекцию «Бырладских документов» (Documente bârlădene), а также десятки статей в периодических изданиях того времени. Он был награждён золотой медалью и знаком отличия сотрудника юбилейной выставки 1906 года (на 40-летие восхождения на трон принца Карла), а также премией Румынской Академии (1906, 1911, 1912).
Епископ Иаков скончался 31 декабря 1931 года в городе Хуши и был похоронен у алтаря кафедрального собора в Хуши.